# Ma petite folie
Pour plus de détails, voir Fiche technique et Distribution.
Ma petite folie est un film français réalisé par Maurice Labro et sorti en 1954.

## Synopsis
Un jeune homme timide est moniteur dans une auto-école. Lors d'une leçon, il est troublé par la ravissante et capricieuse fille d'un richissime sud-américain.

## Fiche technique
- Réalisation : Maurice Labro
- Scénario :  Michel Dulud, d'après le roman de Maurice Labro
- Décors : Paul-Louis Boutié
- Costumes : Virginie
- Photographie : Georges Million
- Musique : Norbert Glanzberg, Heinz Kiessling, Manfred R. Köhler
- Montage : Charles Bretoneiche
- Producteurs: Michel Lesay, Léonce Relu
- Sociétés de production : Ciné Sélection, Miramar
- Pays de production :  France
- Format : Noir et blanc - 1,37:1 - 35 mm - Son mono
- Genre : Comédie
- Durée : 98 minutes
- Date de sortie : 
  - France : 28 mai 1954
- Affiche : René Péron (France)

## Distribution
- Jean Bretonnière : Raoul Morel
- Jean Tissier : Pompom
- Roméo Carlès : Pérez
- Jacqueline Noëlle : Denise
- Geneviève Kervine : Lolita Pérez
- Jean Marconi : Marcel d'Arcy
- Élisabeth Hardy : Berthe
- Nadine Tallier (Nadine de Rothschild) : Suzanne
- Fred Pasquali
- Nicolas Amato
- Bourinhoff : Le Chinois
- Marcel Charvey : Romio Carles

## Autour du film
Jean Bretonnière (Raoul dans le film) épousera par la suite sa partenaire à l'écran Geneviève Kervine.